# Poděbrady II
Poděbrady II je část města Poděbrady v okrese Nymburk. Nachází se na severozápadě Poděbrad. Je zde evidováno 794 adres.
Poděbrady II tvoří především Nymburské Předměstí, ale patří k nim také část ZSJ Poděbrady-historické jádro a část ZSJ Lázně. 
Poděbrady II leží v katastrálním území Poděbrady o výměře 13,54 km².

## Galerie

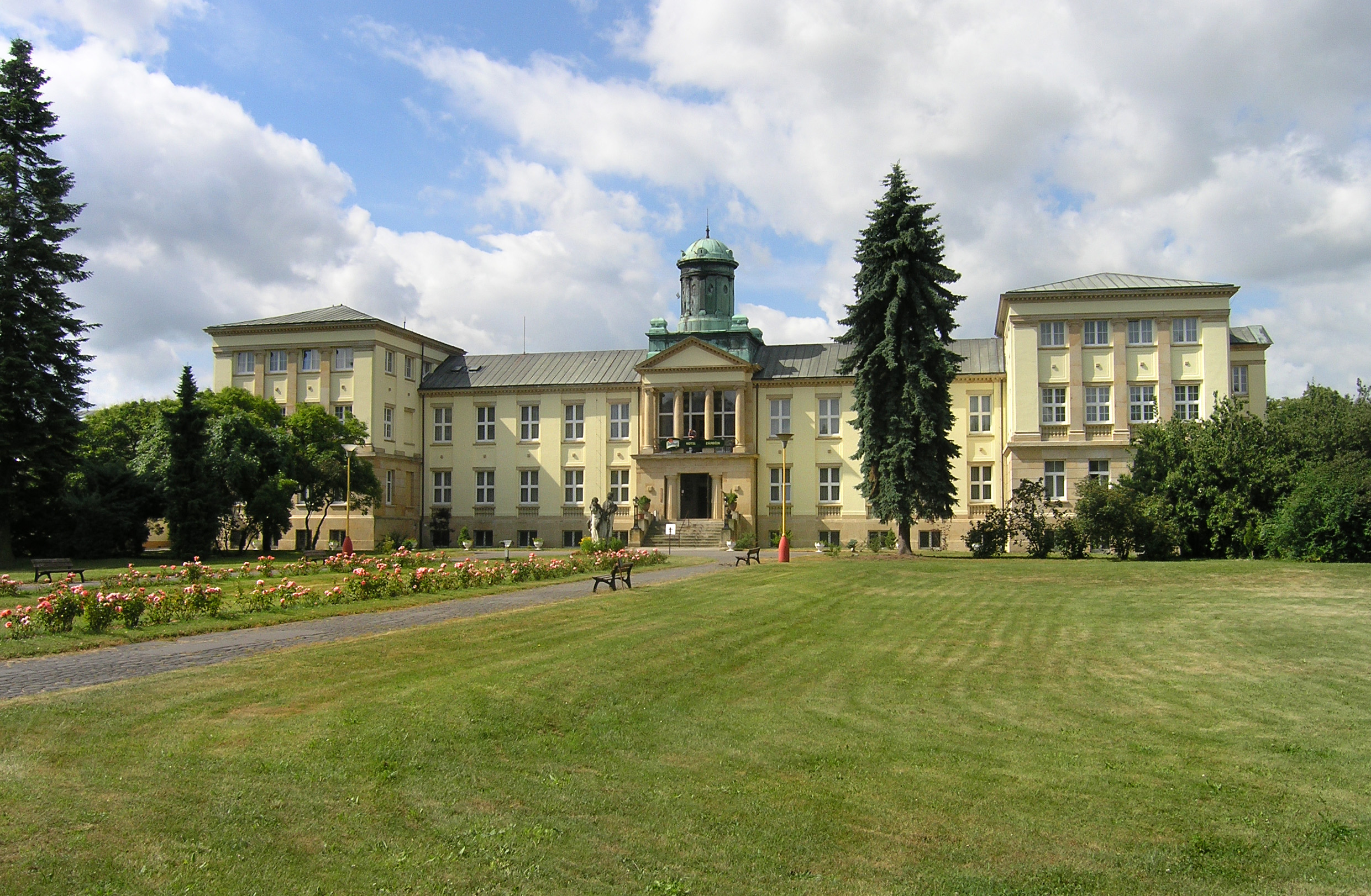
Lázeňský dům Zámeček
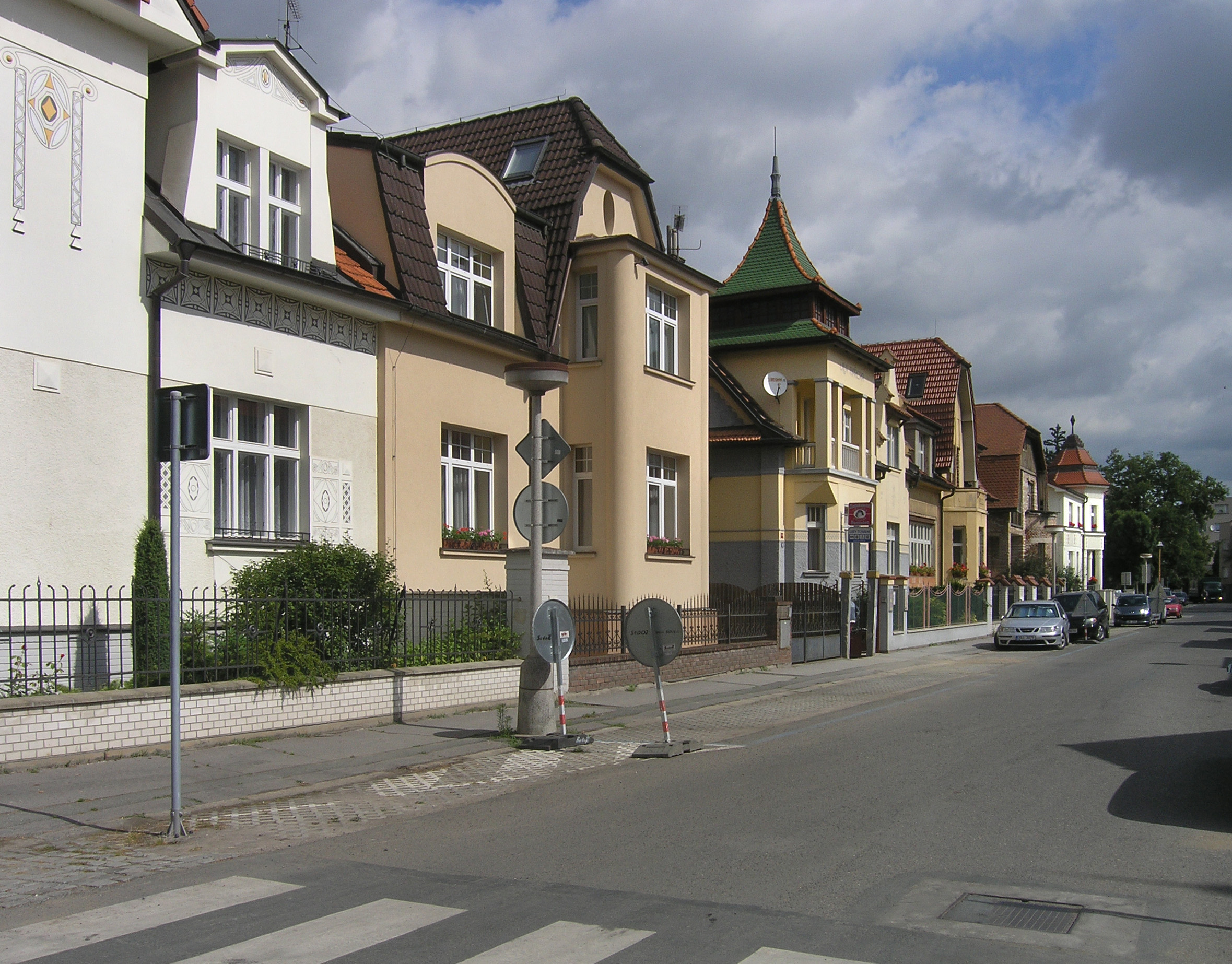
Vily ve Studentské ulici
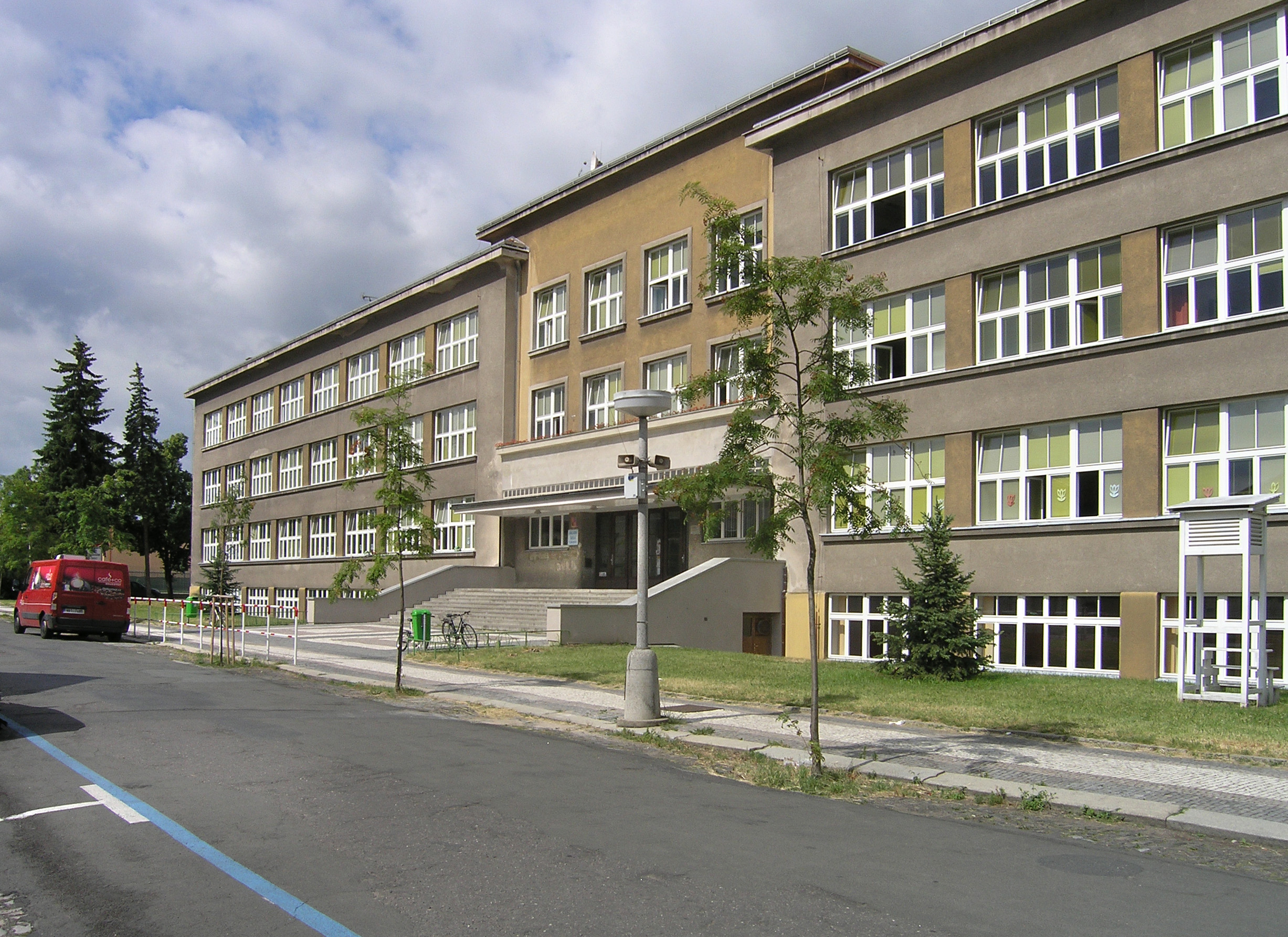
Základní škola T. G. Masaryka
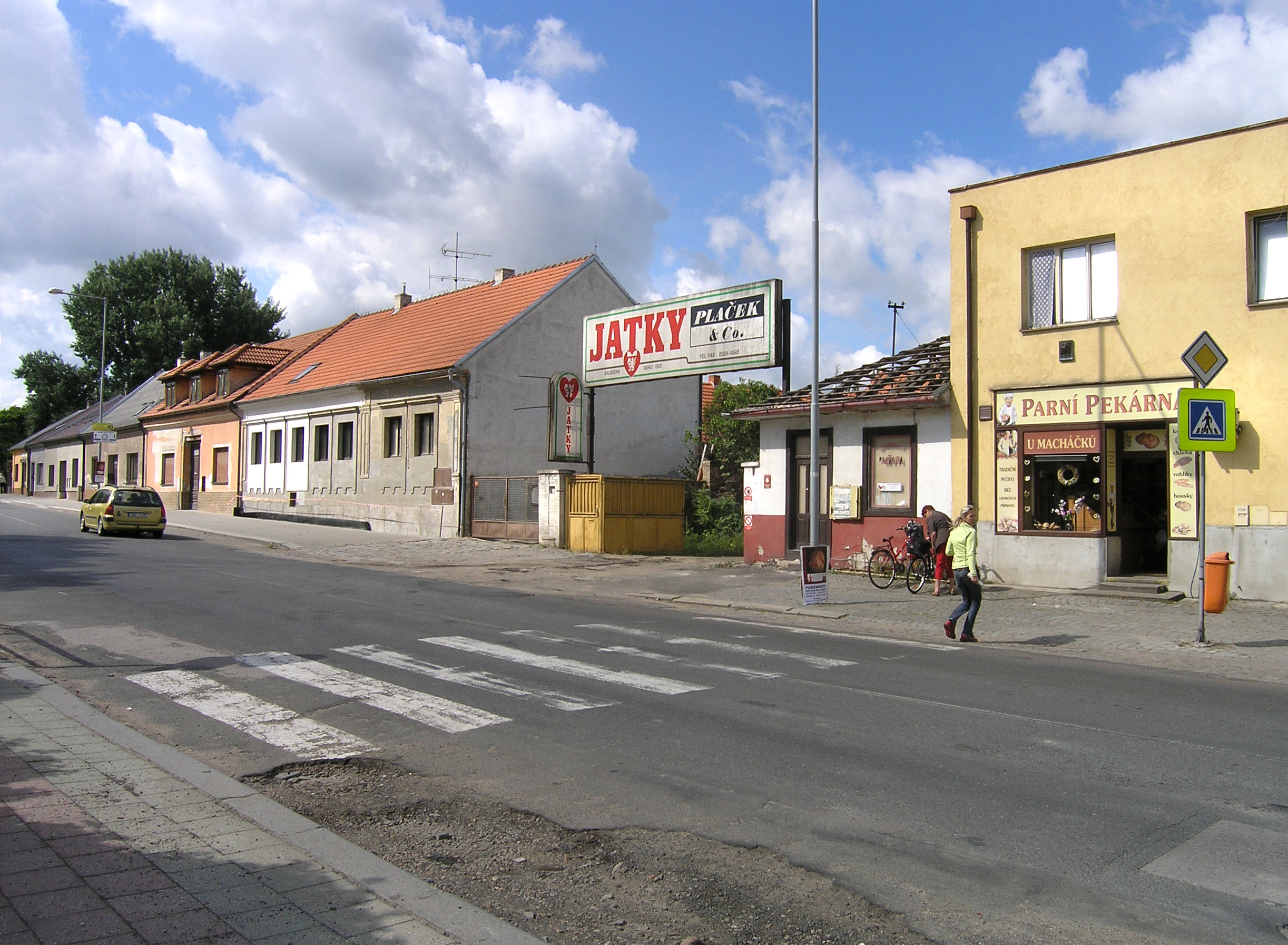
Husova ulice směrem k centru